# Bürgerschaftswahl in Bremen 1963
- SPD: 57
- FDP: 8
- CDU: 31
- DP: 4

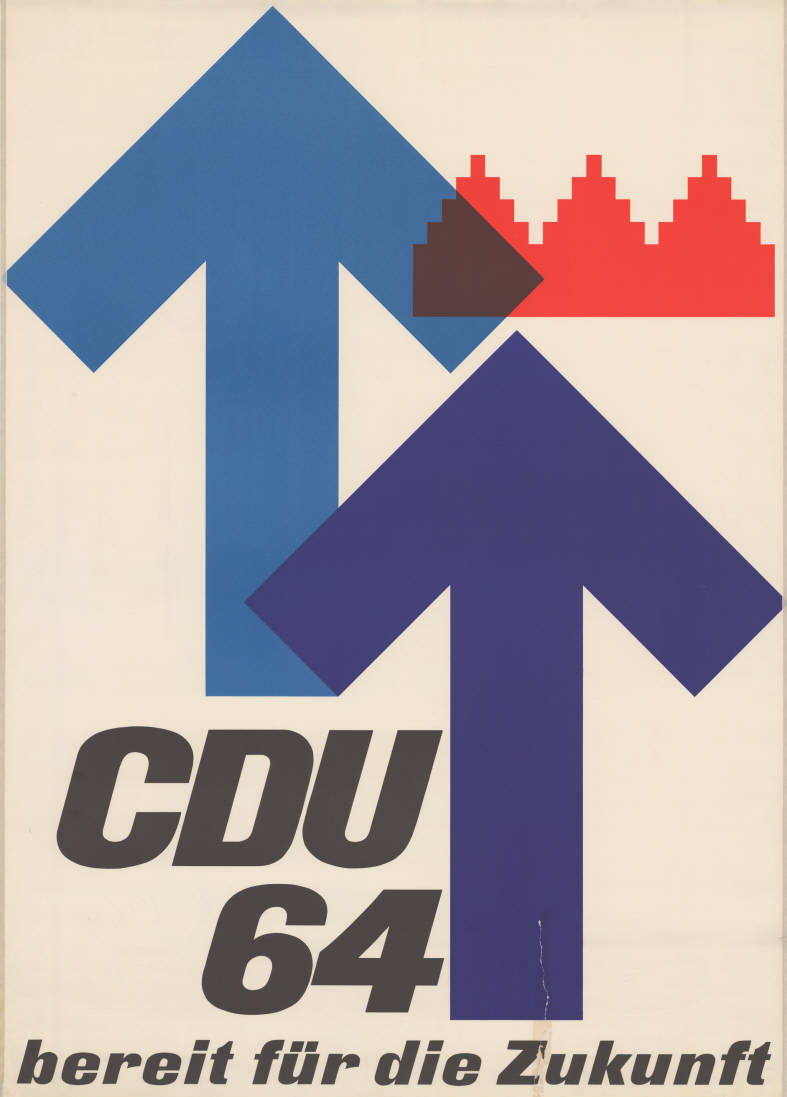
Wahlplakat der CDU

Die Bürgerschaftswahl in Bremen 1963 war die sechste Wahl zur Bürgerschaft in der Freien Hansestadt Bremen. Sie fand am 29. September 1963 statt.

## Ergebnis
Die Wahlbeteiligung lag bei 76,1 Prozent. Die SPD in Bremen erreichte zum dritten Mal in Folge die absolute Mehrheit der Sitze und regierte weiterhin mit der FDP im Senat Kaisen VII. Der DP gelang letztmals der Einzug in ein Landesparlament.
| Partei | Stimmen | Prozent | Sitze (Veränderung) |
| ------ | ------- | ------- | ------------------- |
| SPD    | 216.347 | 54,7    | 57 (−4)             |
| CDU    | 114.222 | 28,9    | 31 (+15)            |
| FDP    | 33.036  | 8,4     | 8 (+1)              |
| DP     | 20.448  | 5,2     | 4 (−12)             |
| DFU    | 10.607  | 2,7     | -                   |
| GDP    | 705     | 0,2     | -                   |